# José Antonio de Lavalle
José Antonio de Lavalle y Arias de Saavedra (Lima, 22 de marzo de 1833 - ibídem, 16 de noviembre de 1893) fue un diplomático, historiador y literato peruano del siglo XIX; más conocido por su labor como Embajador Extraordinario y Ministro Plenipotenciario del Perú para mediar en el diferendo boliviano-chileno  (Santiago, febrero de 1879).

## Biografía
Nació dentro de una familia de la aristocracia colonial. Fue hijo mayor de Juan Bautista de Lavalle y Zugasti, caballero de la Orden de Alcántara e hijo del 1.er conde de Premio Real, quien estuvo a cargo interinamente del Poder Ejecutivo durante el gobierno de Felipe Santiago Salaverry, y María Narcisa Arias de Saavedra y Bravo de Castilla, hija menor de Francisco Arias de Saavedra, 1.er conde de Casa Saavedra. Cursó estudios en el Colegio Guadalupe, bajo la dirección de Sebastián Lorente.

### Actividad política y carrera diplomática
Como adjunto diplomático integró las legaciones acreditadas en Washington (1851), Roma (1852) y Madrid (1853). Promovido a la categoría de segundo secretario (1854), pasó a la legación que en Santiago de Chile tuvo a su cargo Cipriano Coronel Zegarra, y posteriormente establecido en Lima se dedicó al periodismo.
Elegido diputado por Lima (1860-1865), posteriormente dirigió la Sociedad de Beneficencia Pública (1865), iniciando después un largo viaje por Europa, recorrió Francia, España, Gran Bretaña, Bélgica, Holanda, Suiza y Alemania. Nombrado ministro plenipotenciario en Alemania y Rusia (1873), a su regreso fue elegido senador por Loreto en 1874. Este último año, encabezó la misión especial ante el zar de Rusia para defender los derechos peruanos vulnerados por Japón al detener la barca María Luz en el puerto de Yokohama. Sin embargo, la decisión desfavorable del arbitraje a su país y la muerte de su esposa en Lima en 1875 lo alejaron momentáneamente de la función pública. Reincorporado al Senado (1876-1878), presidió la comisión diplomática.

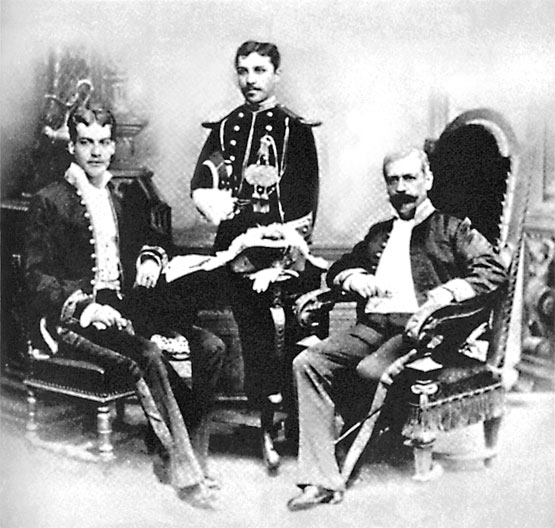
Miembros de la misión diplomática peruana que viajó a Chile para mediar en el conflicto de ese país con Bolivia. De izquierda a derecha el secretario Javier Melecio Casós, de pie el adjunto militar Hernando de Lavalle y sentado su padre, el ministro plenipotenciario José Antonio de Lavalle.

Al estallar el conflicto entre Bolivia y Chile, fue acreditado como ministro plenipotenciario en Santiago y como enviado especial para mediar en dicho conflicto (19 de febrero de 1879). La misión estaba integrada además por Fernando Casós como secretario y por Hernando de Lavalle como oficial adjunto del ejército. 
La misión Lavalle desembarcó en Valparaíso, el 4 de marzo de 1879. Tuvo una tarea penosa desde un inicio, ya que fue recibido con hostilidad por algunos pobladores chilenos, que reunidos en turbas, lanzaron insultos y amenazas contra los diplomáticos peruanos y atacaron a pedradas el consulado peruano. Ya en Santiago, Lavalle fue recibido por el presidente de la República de Chile, Aníbal Pinto Garmendia, a quien propuso el arbitraje peruano en torno al litigio chileno-boliviano, lo que no fue aceptado porque se exigía la retirada de las tropas chilenas de Antofagasta. Sin embargo, no bien terminada la reunión, el canciller chileno Alejandro Fierro Pérez de Camino le preguntó a Lavalle si conocía la existencia de un tratado secreto que el Perú mantenía con Bolivia desde 1873. Lavalle, que lo conocía pero se le había instruido no reconocerlo, no quiso pronunciarse al respecto y solo se limitó a decir que pediría informes a su cancillería. Aunque el gobierno chileno adujo que acababa de descubrir la existencia de dicho pacto, lo cierto es que algunos historiadores suponen que conocía de su existencia casi desde sus inicios, por informes de su ministro en Buenos Aires, Guillermo Blest Gana, que incluso habría remitido una copia del tratado a Santiago. No obstante, Lavalle continuó con sus tratativas para buscar una fórmula que llevara a la paz. Bolivia declaró la guerra a Chile el día 14 de marzo, con el propósito evidente de hacer fracasar la misión peruana y obligar al Perú a cumplir con el tratado de 1873. El gobierno chileno exigió entonces que el Perú se mantuviera neutral, a lo que Lavalle se negó pues, según sus palabras «toda nación que se respete cumple la palabra empeñada sea cual fuese su destino». Cuando Perú dio a conocer públicamente la existencia del tratado, Lavalle dio por terminada su misión. Mientras que en el Congreso chileno se discutía la aprobación de la guerra contra el Perú, a Lavalle se le entregaban sus pasaportes el día 3 de abril. Al día siguiente, la misión Lavalle se embarcó en Valparaíso, de vuelta al Perú. El día 5 de abril, Chile declaró la guerra al Perú.
Tras el estallido de la guerra, José Antonio de Lavalle fue designado ministro plenipotenciario del Perú en el Imperio del Brasil. Ante los sucesivos desastres militares en la guerra, su hijo Hernando optó por regresar al Perú a fin de reintegrarse al ejército activo, participando en la batalla de Miraflores en la cual perdió la vida.

Mi respetado general y amigo: las últimas noticias que de la patria hemos recibido, por telegramas de Chile dirigidos a Buenos Aires y trasmitidos de esa ciudad a esta, que constituyen una seria de reveses para nuestras armas, y que partiendo de la nunca bien llorada pérdida del "Huascar", terminan en la toma de Tarapacá... han excitado de tal modo el sentimiento patriótico y el instinto militar de mi hijo Hernando, adjunto a esta legación, que no queriendo pasar una vida tranquila, mientras sus compañeros de armas se baten por la patria... me ha pedido licencia para volver al Perú y ponerse a las órdenes del gobierno, para que él lo destine adonde puedan ser más útiles sus servicios. Participando de sus sentimientos patrióticos... y aplaudiendo su resolución, no he podido menos que acceder a su solicitud, por mucho que me cueste separarme del único hijo que tengo a mi lado, y cuya presencia en algo me compensa la ausencia eterna de su madre y la de sus hermanos, que corren hoy todos los peligros que pueden derivarse de la posible toma de Lima por el ejército chileno...
Carta de José Antonio de Lavalle al general Luis La Puerta, Río de Janeiro, 4 de diciembre de 1879

Regresó a Lima en 1881, cuando la ciudad se hallaba ocupada por las tropas chilenas. En calidad de prisionero (setiembre de 1882), fue trasladado a Talcahuano primero y luego a Chillán. Allí aceptó los poderes que le enviara el general Miguel Iglesias para negociar de paz, aunque reconociendo que ello implicaba un sacrificio personal. Obtenida su libertad (29 de febrero de 1883), llegó al Callao (10 de marzo) para cooperar en la solución del conflicto. Asumió el Ministerio de Relaciones Exteriores del Perú y el 20 de octubre de 1883 firmó el Tratado de Ancón con Chile junto a Mariano Castro Zaldívar, luego de lo cual se retiró a la vida privada.

### Labor periodística, literaria y social
Fundó y dirigió la Revista de Lima (1859-1863), medio de expresión intelectual y política al que se ligó un buen sector de la clase terrateniente y burguesa del país. Concurrió a la fundación del Club Literario (1873) y a su conversión en el Ateneo de Lima (1886). Habiendo sido designado miembro correspondiente de la Real Academia Española (1878), promovió su instalación en el Perú (29 de mayo de 1887) y ejerció su dirección. Dedicado a escribir tradiciones y obras históricas en sus últimos años, usó con frecuencia el seudónimo de Perpetuo Antañón, colaborando periódicamente en El Ateneo de Lima, El Perú Ilustrado y La Opinión Nacional.
Asimismo, fue uno de los socios fundadores del Club Nacional, institución establecida en Lima en 1855.

## Matrimonio y descendencia
Se casó el 5 de noviembre de 1854, en Lima, con Mariana Pardo y Lavalle, hija del escritor Felipe Pardo y Aliaga y hermana del presidente Manuel Pardo y Lavalle. Tendrían 9 hijos, entre ellos José Antonio de Lavalle y Pardo, padre de José Antonio de Lavalle y García, a quien Chabuca Granda le dedicó la famosa canción José Antonio. Entre sus otros nietos también se encuentran el destacado político y abogado Hernando de Lavalle y García y el diplomático Juan Bautista de Lavalle y García.

## Distinciones
- Caballero de la Orden de San Gregorio Magno, Estados Pontificios
- Caballero de la Orden de Carlos III, España
- Cruz de Comendador de la Orden de Cristo, Portugal
- Gran Cruz de Primera Clase de la Orden de San Estanislao, Imperio Ruso
- Gran Cruz de la Orden Imperial de la Rosa, Imperio del Brasil

## Obras
- Don Pablo de Olavide (1859).
- Exposición presentada al Emperador de Rusia (1875).
- Hojas de un Diario (1876?).
- Páginas de un libro que no se publicará (1878?).
- Juan de la Torre, uno de los Trece de la Isla del Gallo (1885).
- Doña Mariana Belzunce, episodio de la vida social de Lima en el siglo XVIII (1886).
- El Doctor José Manuel Valdés. Apuntes sobre su vida y sus obras (1886).
- El tesoro del feligrés (1890).
- Galería de retratos de los gobernadores y virreyes del Perú, 1553-1824 (1891).
- Galería de retratos de los arzobispos de Lima, 1541-1891 (1892).
- Nuestra Señora del Aviso o de las Lágrimas (1892).
- Galería de retratos de los gobernantes del Perú independiente, 1821-1871 (1893).
- La hija del contador (novela, 1893).
- de Lavalle, José Antonio (1979).  Denegri Luna, Félix, ed. Mi Misión en Chile en 1879. Lima, Perú: Instituto de Estudios Histórico Marítimos del Perú.

## Genealogía
| Predecesor: Lorenzo Iglesias | Ministro de Relaciones Exteriores del Perú 15 de septiembre de 1883 - 20 de noviembre de 1883 | Sucesor: Eugenio Larrabure y Unanue |